# Wilson Barros
Wilson Barros (São Paulo, 1948 — São Paulo, 26 de setembro de 1992) foi um diretor de cinema brasileiro.

## Biografia
Fez curso de cinema na Escola de Comunicações e Artes da USP (ECA) e, antes de se tornar diretor, foi professor de roteiro e direção na mesma escola. Fez parte de uma geração de grandes nomes do cinema paulista, como Guilherme de Almeida Prado, André Klotzel, Chico Botelho e José Antônio Garcia.
Estudou também na Universidade de Nova Iorque, e realizou em 1987 o longa-metragem Anjos da Noite, que ganhou vários prêmios nos mais importantes festivais de cinema do Brasil, e foi apresentado em vários festivais no exterior. Conquistou em 1987 o Kikito de melhor diretor no Festival de Gramado, por Anjos da Noite.
Wilson Barros morreu de complicações derivadas da aids.